# 桂花坪駅
桂花坪駅（けいかへいえき）は、中華人民共和国湖南省長沙市天心区にある1号線の駅である。

## 駅構造
- 1号線：島式ホーム1面

## 駅周辺
- 桂花坪
- 石碑小学[2]